# HTC Prophet
HTC Prophet（研發代號），是台灣宏達電公司所推出的智慧型手機，提供多種色彩，外觀時尚，2005年12月於歐洲首度發表。已知客製版本Qtek S200，Dopod 818 Pro，Dopod 830，Swisscom XPA S200，O2 Xda Neo，i-mate JAMin，Orange SPV M600，Vodafone VPA Compact S，T-Com T-One TC 500。

## 技術規格
- 處理器：TI OMAP850 195MHz
- 作業系統：Windows Mobile 5.0 for Pocket PC Phone Edition
- 記憶體：ROM：128MB，RAM：64MB
- 尺寸：108 毫米 X 58 毫米 X 18.2 毫米
- 重量：150g（含電池）
- 螢幕：QVGA 解析度、6.5萬色2.8吋 TFT-LCD 平面式觸控感應螢幕
- 網路：850/900/1800/1900 EDGE
- Wi-Fi：802.11b/g
- 藍牙：Bluetooth 2.0
- 相機：200萬畫素CMOS相機(有近拍功能)
- 擴充：支援SD/MMC/SDIO介面記憶卡
- 電池：1200mAh充電式鋰或鋰聚合物電池
- 其他介面：紅外線/USB1.1

## 外部連結
- HTC（页面存档备份，存于）
- Qtek
- Dopod